# Championnats du monde de trampoline 1984
 (juin 2023).
Si vous disposez d'ouvrages ou d'articles de référence ou si vous connaissez des sites web de qualité traitant du thème abordé ici, merci de compléter l'article en donnant les références utiles à sa vérifiabilité et en les liant à la section « Notes et références ».
Navigation
Édition précédente Édition suivante
Les championnats du monde de trampoline 1984, treizième édition des championnats du monde de trampoline, ont eu lieu du 24 au 26 août 1984 à Osaka, au Japon.

## Podiums
| Épreuves                                    | Or                                                                                      | Argent                                                          | Bronze                                                            |
| ------------------------------------------- | --------------------------------------------------------------------------------------- | --------------------------------------------------------------- | ----------------------------------------------------------------- |
| Hommes                                      |                                                                                         |                                                                 |                                                                   |
| Trampoline par équipes résultats détaillés  | Union soviétique Igor Bogachev Igor Gelimbatovskiy Vadim Krasnochapka Sergey Nestrelyai | Australie Glenn Kelly John Merritt Adrian Wareham Brett Austine | France Lionel Pioline Laurent Mainfray Hubert Barthod Daniel Péan |
| Double Mini par équipes résultats détaillés | Australie                                                                               | États-Unis                                                      | Allemagne de l'Ouest                                              |
| Tumbling par équipes résultats détaillés    | États-Unis                                                                              | Pologne                                                         | Canada                                                            |
| Individuel résultats détaillés              | Lionel Pioline (FRA)                                                                    | Igor Bogachev (URS)                                             | Igor Gelimbatovskiy (URS)                                         |
| Double Mini résultats détaillés             | Brett Austine (AUS)                                                                     | John Merritt (AUS)                                              | Steve Elliott (USA)                                               |
| Tumbling résultats détaillés                | Steve Elliott (USA)                                                                     | Kevin Ekberg (USA)                                              | Andrzej Garstka (POL)                                             |
| Synchro résultats détaillés                 | Igor Bogachev (URS) Vadim Krassnochapka (URS)                                           | Sergey Nestrelyai (URS) Igor Gelimbatovskiy (URS)               | Lionel Pioline (FRA) Daniel Péan (FRA)                            |
| Femmes                                      |                                                                                         |                                                                 |                                                                   |
| Trampoline par équipes résultats détaillés  | Royaume-Uni                                                                             | Allemagne de l'Ouest                                            | Australie                                                         |
| Double Mini par équipes résultats détaillés | Australie                                                                               | Allemagne de l'Ouest                                            | Canada                                                            |
| Tumbling par équipes résultats détaillés    | États-Unis                                                                              | Canada                                                          | Australie                                                         |
| Individuel résultats détaillés              | Sue Shotton (GBR)                                                                       | Ruth Schumann-Keller (SUI)                                      | Liliya Ivanova (URS)                                              |
| Double Mini résultats détaillés             | Gabi Dreier (FRG)                                                                       | Cherie Mathers (AUS)                                            | Vicki Bullock (CAN) Lesley Stephens (AUS)                         |
| Tumbling résultats détaillés                | Jill Hollembeak (USA)                                                                   | Terri Devries (USA)                                             | Megan Cunningham (USA)                                            |
| Synchro résultats détaillés                 | Kirsty Mcdonald (GBR) Sue Shotton (GBR)                                                 | Marjo Van Diermen (NED) Jacqueline De Ruiter (NED)              | Andrea Holmes (GBR) Penny Thomas (GBR)                            |

## Tableau des médailles
| Rang | Nation               | Or | Argent | Bronze | Total |
| ---- | -------------------- | -- | ------ | ------ | ----- |
| 1    | États-Unis           | 4  | 3      | 2      | 9     |
| 2    | Australie            | 3  | 3      | 3      | 9     |
| 3    | Royaume-Uni          | 3  | 0      | 1      | 4     |
| 4    | Union soviétique     | 2  | 2      | 2      | 6     |
| 5    | Allemagne de l'Ouest | 1  | 2      | 1      | 4     |
| 6    | France               | 1  | 0      | 2      | 3     |
| 7    | Canada               | 0  | 1      | 3      | 4     |
| 8    | Pologne              | 0  | 1      | 1      | 2     |
| 9    | Pays-Bas             | 0  | 1      | 0      | 1     |
| 9    | Suisse               | 0  | 1      | 0      | 1     |